# Чуррігереско

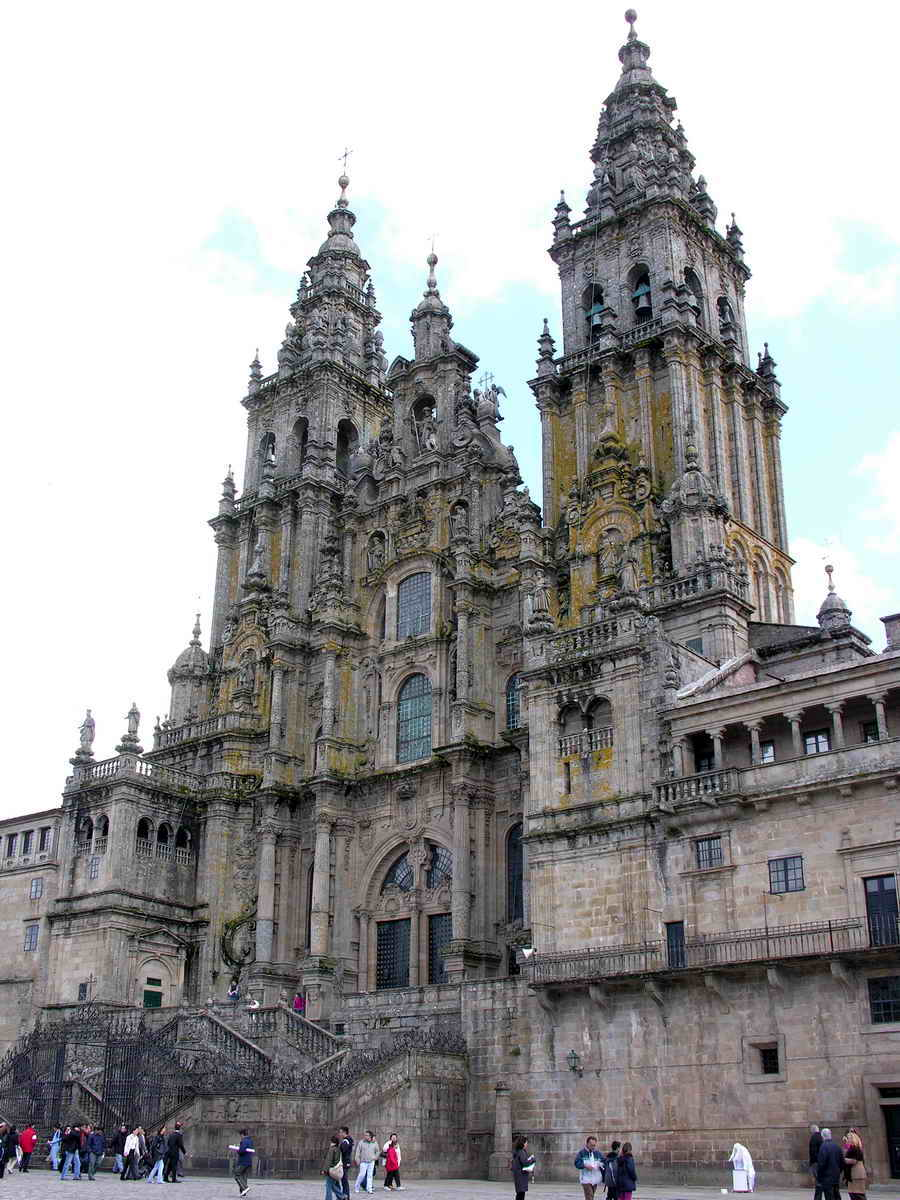
Фасад собору Сантьяго-де-Компостела

Чуррігерéско (ісп. Churrigueresco) — пізньобарочний (початок XVIII століття) етап у розвитку архітектури Іспанії. Крім метрополії, поширений у Мексиці, де відомий під назвою мексиканського  бароко або ультрабароко. 
Термін чурригереско походить від прізвища Чуррігера, сімейства іспанських архітекторів епохи бароко. Як і для всієї епохи, для їхньої творчості характерні розмаїття деталей, прикрас, багатий декор. Першим з цього сімейства був Хосе де Чуррігера (1665-1725), відомий як майстер проектування ретабло, що працював у різних соборах Саламанки, Мадрида, Вальядоліда та інших міст Іспанії. Ним, зокрема, створені: 
- Ретабло монастиря Сан-Естебан (св. Стефана) в Саламанці.
- План селища Нуево-Бастан, церква Сан-Франсиско-Хав'єр, палац Гоєнече.
- Хор в Новому соборі в Саламанці.
- Пласа-Майор (Велика площа) в Саламанці.
- Портал палацу Сан Тельмо в Севільї.

Інші представники цього сімейства: Хоакін Чуррігера, Ніколас Чуррігера, Альберто де Чуррігера, Мануель де Лара Чуррігера. 
У Мексиці до творів стилю чуррігереско відносять базиліку в Сакатекасі, столиці штату Сакатекас, ретабло в храмі Сан-Франсиско-Хав'єр (Національний віце-королівський музей) в Тепоцотлані, в штаті Мехіко, Вівтар королів в Кафедральному соборі в Мехіко. 
Найвідомішим та популярним серед іспанців твором чуррігереско є Собор Святого Якова в Сантьяго-де-Компостела.  

## Родина Чуррігера
- Jose Simón Churriguera (помер 1682) 
  - José Benito Churriguera (1665-1725) 
    - Nicolás Churriguera (1701-1771)

  - Joaquín Churriguera (1674-1724)
  - Alberto Churriguera (1676-1750)
  - Mariana de Churriguera (+ José de Larra) 
    - Manuel de Lara Churriguera
    - José de Lara Churriguera